# Couvent des Célestins (Paris)

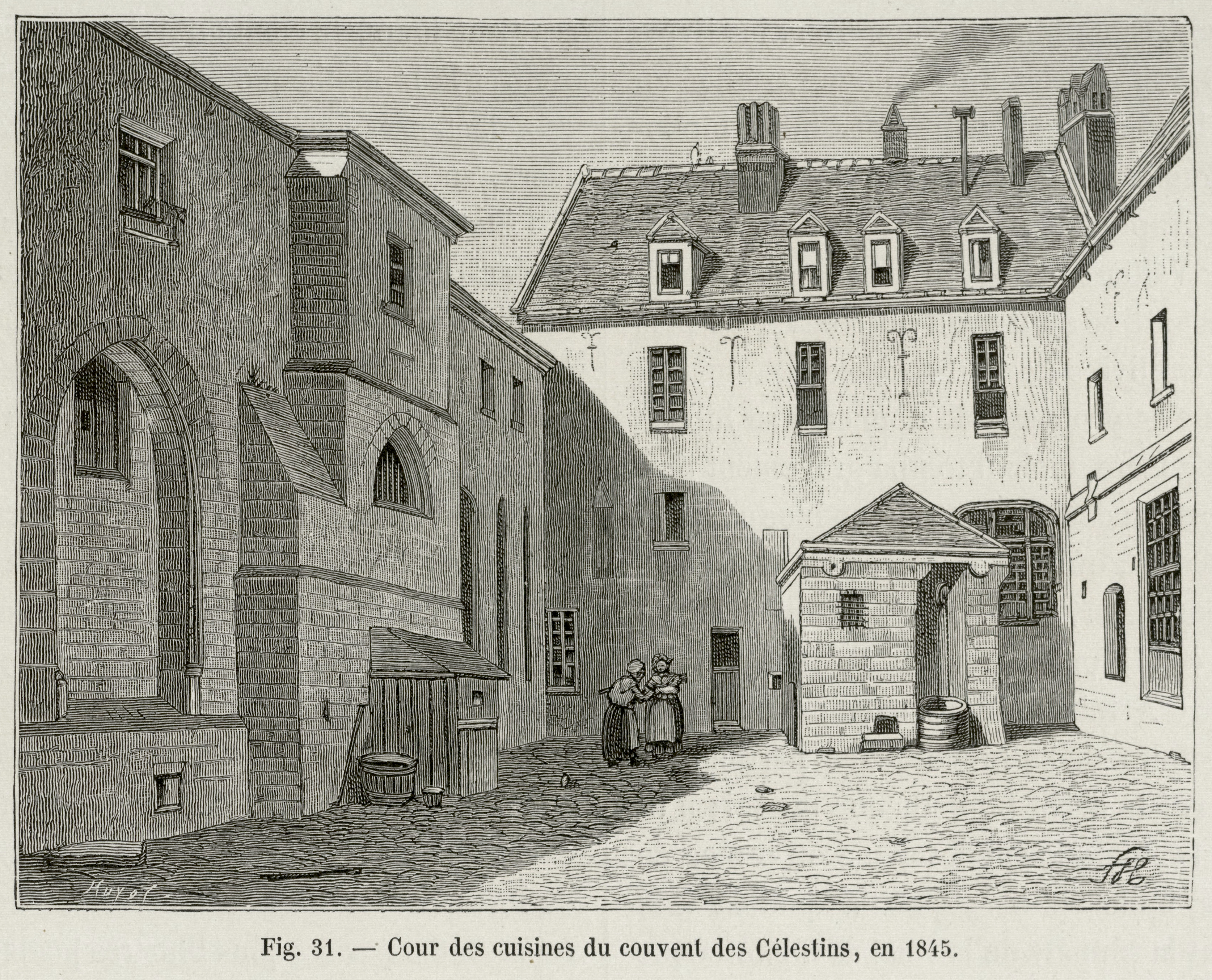
Innenhof des Klosters 1845

Der Couvent de Célestins (Konvent der Cölestiner) in Paris war ein Kloster im heutigen 4. Arrondissement.

## Geschichte
Die Cölestiner saßen auf einem Gelände, das ihnen 1352 Garnier Marcel geschenkt hatte, an der damaligen Rue de Pute-y-Musse, der heutigen Rue du Petit Musc, direkt östlich an das Hôtel Saint-Paul angrenzend.
Diese Lage brachte ihnen die Aufgabe ein, der Bruderschaft der Notare die Kapläne zu stellen, später sogar die der Sekretäre des Königs. Die Gunst Johanns des Guten und vor allem Karls V. verschaffte ihnen die Mittel, ab 1367 eine große Kirche zu bauen, l’Annonciation oder les Célestins genannt, eines der volkstümlichsten Heiligtümer in Paris. Die Prinzen des Hauses Orléans machten aus ihr ihre Nekropole, nach der Abtei Saint-Denis die zweitgrößte der Kapetinger.
Heute gibt es vom Konvent der Cölestiner keine Reste mehr – dort, wo das Kloster seinerzeit stand, verläuft heute der Boulevard Henri IV.

## Beisetzungen
In der Abteikirche des Couvent des Célestins wurden beigesetzt:
- die Eingeweide der Königin Jeanne de Bourbon († 1378)
- Leon V. († 1393), der letzte König von Klein-Armenien
- Johann († 1393), Sohn von Ludwig von Orléans und Valentina Visconti, im Kindesalter
- Ludwig († 1395), Sohn von Ludwig von Orléans und Valentina Visconti, im Kindesalter
- Ludwig von Orléans († 1407)
- Valentina Visconti († 1408), aus der Kirche des Couvent des Cordeliers in Blois überführt
- Philipp, Graf von Vertus († 1420), Sohn von Ludwig von Orléans und Valentina Visconti
- Anna von Burgund († 1432), erste Gattin des Johannes von Lancaster (John of Lancaster), 1. Herzog von Bedford, später überführt in die Grablege der Herzöge von Burgund, die Chartreuse de Champmol.[2]
- Karl, Herzog von Orléans († 1465), Sohn von Ludwig von Orléans und Valentina Visconti, 1504 aus der Kirche St-Sauveur de Blois überführt.[3]